# Chorwackie monety okolicznościowe
Chorwackie monety okolicznościowe obejmują wszystkie monety niekruszcowe, wybijane od 1995 roku w Chorwackiej Mennicy (dawniej Chorwacki Instytut Monetarny) i emitowane przez Narodowy Bank Chorwacji w Republice Chorwacji, będące legalnym środkiem płatniczym w Chorwacji. Upamiętniają one ważne wydarzenia z historii Chorwacji po rozpadzie Jugosławii oraz wydarzenia ze świata.

## Spis monet okolicznościowych
Mennica: Chorwacka Mennica/Chorwacki Instytut Monetarny – Zagrzeb.
| Nominał | Rok emisji           | Opis                                                   | Opis          | Opis     | Opis                                                                                           | Opis                                                    | Temat                                                                  | Nakład    | Nr Krause | Wizerunek      |
| Nominał | Rok emisji           | Stop                                                   | Średnica (mm) | Masa (g) | Awers                                                                                          | Rewers                                                  | Temat                                                                  | Nakład    | Nr Krause | Wizerunek      |
| ------- | -------------------- | ------------------------------------------------------ | ------------- | -------- | ---------------------------------------------------------------------------------------------- | ------------------------------------------------------- | ---------------------------------------------------------------------- | --------- | --------- | -------------- |
| 1 LP    | 15 lipca 1995        | stop aluminium i magnezu                               | 17            | 0,7      | nominał, herb, nazwa państwa, gałązka lipy                                                     | dwie kolby kukurydzy, napis „FAO fiat panis”            | 50 lat FAO                                                             | 1 000 000 | KM #13    | Rewers         |
| 20 LP   | 15 lipca 1995        | stal niklowana                                         | 18,5          | 2,9      | nominał, herb, nazwa państwa, gałązka lipy                                                     | dwie kolby kukurydzy, napis „FAO fiat panis”            | 50 lat FAO                                                             | 1 000 000 | KM #18    | Rewers         |
| 2 KN    | 15 lipca 1995        | stop miedzi, niklu, cynku                              | 24,5          | 6,2      | biegnąca kuna, nominał, nazwa państwa, herb, gałązka dębu i gałązka lauru                      | tuńczyk, napis „FAO fiat panis”                         | 50 lat FAO                                                             | 500 000   | KM #22    | Rewers         |
|         |                      |                                                        |               |          |                                                                                                |                                                         |                                                                        |           |           |                |
| 5 KN    | 15 lipca 1995        | stop miedzi, niklu, cynku                              | 26,5          | 7,45     | napisy w łacinie i głagolicy, nominał, herby Chorwacji i Senj                                  | daty rocznicy, napisy w łacinie i głagolicy             | 500. rocznica druku brewiarza z Senj w głagolicy                       | 1 000 000 | KM #24    | Rewers         |
|         |                      |                                                        |               |          |                                                                                                |                                                         |                                                                        |           |           |                |
| 50 LP   | 12 czerwca 1996      | stal niklowana                                         | 20,5          | 3,65     | nominał, herb, nazwa państwa, gałązka lipy, chorwacki splot                                    | logo HNS                                                | Mistrzostwa Europy w Piłce Nożnej 1996                                 | 900 000   | KM #39    | Rewers         |
|         |                      |                                                        |               |          |                                                                                                |                                                         |                                                                        |           |           |                |
| 2 LP    | 1 lipca 1996         | stop aluminium i magnezu                               | 19            | 0,92     | nominał, herb, nazwa państwa, gałązka lipy, chorwacki splot                                    | logo igrzysk, data                                      | Igrzyska Olimpijskie w Atlancie w 1996 roku                            | 1 000 000 | KM #36    | Rewers         |
| 5 LP    | 1 lipca 1996         | stal pokryta brązem                                    | 18            | 2,5      | nominał, herb, nazwa państwa, gałązka lipy                                                     | logo igrzysk, data                                      | Igrzyska Olimpijskie w Atlancie w 1996 roku                            | 900 000   | KM #37    | Rewers         |
| 1 KN    | 1 lipca 1996         | stop miedzi, niklu, cynku                              | 22,5          | 5 g      | biegnąca kuna, nominał, nazwa państwa, herb, gałązka oliwna i kłos pszenicy                    | logo igrzysk, data                                      | Igrzyska Olimpijskie w Atlancie w 1996 roku                            | 1 000 000 | KM #40    | Rewers         |
|         |                      |                                                        |               |          |                                                                                                |                                                         |                                                                        |           |           |                |
| 10 LP   | 1 lipca 1996         | stal pokryta brązem                                    | 20            | 3,25     | nominał, herb, nazwa państwa, gałązka lipy, chorwacki splot                                    | emblemat ONZ, lata 1945–1995                            | 50 lat ONZ                                                             | 900 000   | KM #38    | Rewers         |
|         |                      |                                                        |               |          |                                                                                                |                                                         |                                                                        |           |           |                |
| 25 KN   | 18 maja 1997         | rdzeń (92% Cu, 6% Al, 2% Ni) pierścień (miedzionikiel) | 32            | 12,75    | biegnąca kuna, nominał, nazwa państwa, herb, gałązki lauru i dębu                              | mapa chorwackiego Podunaja z miastami i rzekami         | chorwackie Podunaje                                                    | 300 000   | KM #47    | Rewers         |
|         |                      |                                                        |               |          |                                                                                                |                                                         |                                                                        |           |           |                |
| 25 KN   | 24 czerwca 1997      | rdzeń (92% Cu, 6% Al, 2% Ni) pierścień (miedzionikiel) | 32            | 12,75    | biegnąca kuna, nominał, nazwa państwa, herb, gałązki lauru i dębu                              | logo kongresu                                           | I Chorwacki Kongres Esperanto                                          | 300 000   | KM #49    | Rewers         |
|         |                      |                                                        |               |          |                                                                                                |                                                         |                                                                        |           |           |                |
| 25 KN   | 27 października 1997 | rdzeń (92% Cu, 6% Al, 2% Ni) pierścień (miedzionikiel) | 32            | 12,75    | biegnąca kuna, nominał, nazwa państwa, herb, gałązki lauru i dębu                              | emblemat ONZ, data akcesji                              | przyjęcie Chorwacji do ONZ                                             | 300 000   | KM #48    | Rewers         |
|         |                      |                                                        |               |          |                                                                                                |                                                         |                                                                        |           |           |                |
| 25 KN   | 26 czerwca 1998      | rdzeń (92% Cu, 6% Al, 2% Ni) pierścień (miedzionikiel) | 32            | 12,75    | biegnąca kuna, nominał, nazwa państwa, herb, gałązki lauru i dębu                              | chorwacka falkuša                                       | EXPO w Lizbonie w 1998 roku                                            | 300 000   | KM #63    | Rewers         |
|         |                      |                                                        |               |          |                                                                                                |                                                         |                                                                        |           |           |                |
| 25 KN   | 29 grudnia 1999      | rdzeń (92% Cu, 6% Al, 2% Ni) pierścień (miedzionikiel) | 32            | 12,75    | biegnąca kuna, nominał, nazwa państwa, herb, gałązki lauru i dębu                              | litera „E” i 12 gwiazd                                  | wprowadzenie waluty euro                                               | 300 000   | KM #64    | Rewers         |
|         |                      |                                                        |               |          |                                                                                                |                                                         |                                                                        |           |           |                |
| 25 KN   | 7 listopada 2000     | rdzeń (92% Cu, 6% Al, 2% Ni) pierścień (miedzionikiel) | 32            | 12,75    | biegnąca kuna, nominał, nazwa państwa, herb, gałązki lauru i dębu                              | płód i promienie                                        | Rok 2000                                                               | 300 000   | KM #65    | Rewers         |
|         |                      |                                                        |               |          |                                                                                                |                                                         |                                                                        |           |           |                |
| 25 KN   | 4 sierpnia 2005      | rdzeń (92% Cu, 6% Al, 2% Ni) pierścień (miedzionikiel) | 32            | 12,75    | biegnąca kuna, nominał, nazwa państwa, herb, gałązki lauru i dębu                              | mapa Chorwacji                                          | 10. rocznica uznania Chorwacji na arenie międzynarodowej               | 200 000   | KM #66    | Rewers         |
|         |                      |                                                        |               |          |                                                                                                |                                                         |                                                                        |           |           |                |
| 25 KN   | 4 sierpnia 2005      | rdzeń (92% Cu, 6% Al, 2% Ni) pierścień (miedzionikiel) | 32            | 12,75    | biegnąca kuna, nominał, nazwa państwa, herb, gałązki lauru i dębu                              | złączone dwa kwadraty z chorwackim splotem i gwiazdy UE | Chorwacja państwem kandydującym do UE                                  | 30 000    | KM #78    | Rewers         |
|         |                      |                                                        |               |          |                                                                                                |                                                         |                                                                        |           |           |                |
| 25 KN   | 12 maja 2010         | rdzeń (92% Cu, 6% Al, 2% Ni) pierścień (miedzionikiel) | 32            | 12,75    | biegnąca kuna, nominał, nazwa państwa, herb, gałązki lauru i dębu                              | zarys miasta Zagrzeb                                    | coroczne spotkanie EBOR w Zagrzebiu                                    | 20 000    | KM #93    | Rewers         |
|         |                      |                                                        |               |          |                                                                                                |                                                         |                                                                        |           |           |                |
| 25 KN   | 3 grudnia 2012       | rdzeń (92% Cu, 6% Al, 2% Ni) pierścień (miedzionikiel) | 32            | 12,75    | biegnąca kuna, nominał, nazwa państwa, herb, gałązki lauru i dębu                              | 27 gwiazd w plastrze miodu                              | podpisanie traktatu akcesyjnego Chorwacji do UE                        | 20 000    | KM #94    | Rewers         |
|         |                      |                                                        |               |          |                                                                                                |                                                         |                                                                        |           |           |                |
| 25 KN   | 1 lipca 2013         | rdzeń (92% Cu, 6% Al, 2% Ni) pierścień (miedzionikiel) | 32            | 12,75    | biegnąca kuna, nominał, nazwa państwa, herb, gałązki lauru i dębu                              | 27 gwiazd w plastrze miodu z jedną dodaną gwiazdą       | Chorwacja członkiem UE                                                 | 20 000    | b.d.      | Rewers         |
|         |                      |                                                        |               |          |                                                                                                |                                                         |                                                                        |           |           |                |
| 25 KN   | 7 października 2016  | rdzeń (92% Cu, 6% Al, 2% Ni) pierścień (miedzionikiel) | 32            | 12,75    | biegnąca kuna, nominał, nazwa państwa, herb, gałązki lauru i dębu, chorwacka szachownica w tle | chorwacka szachownica z wklęsłymi i wypukłymi latami    | 25. rocznica niepodległości                                            | 50 000    | b.d.      | Awers i rewers |
|         |                      |                                                        |               |          |                                                                                                |                                                         |                                                                        |           |           |                |
| 25 KN   | 22 maja 2017         | rdzeń (92% Cu, 6% Al, 2% Ni) pierścień (miedzionikiel) | 32            | 12,75    | biegnąca kuna, nominał, nazwa państwa, herb, gałązki lauru i dębu, cztery puzzle w tle         | puzzle, emblemat ONZ                                    | 25. rocznica wstąpienia do ONZ                                         | 20 000    | b.d.      | Awers i rewers |
|         |                      |                                                        |               |          |                                                                                                |                                                         |                                                                        |           |           |                |
| 25 KN   | 30 maja 2019         | rdzeń (92% Cu, 6% Al, 2% Ni) pierścień (miedzionikiel) | 32            | 12,75    | biegnąca kuna, nominał, nazwa państwa, herb, gałązki lauru i dębu                              | 25 pól chorwackiej szachownicy z kuną                   | 25. lat wprowadzenia chorwackiej kuny                                  | 30 000    | b.d.      | Awers i rewers |
|         |                      |                                                        |               |          |                                                                                                |                                                         |                                                                        |           |           |                |
| 25 KN   | 4 listopada 2019     | rdzeń (92% Cu, 6% Al, 2% Ni) pierścień (miedzionikiel) | 32            | 12,75    | biegnąca kuna, nominał, nazwa państwa, herb, gałązki lauru i dębu                              | Uniwersytet w Zagrzebiu                                 | 350. rocznica założenia uniwersytetu                                   | 20 000    | b.d.      | Awers i rewers |
|         |                      |                                                        |               |          |                                                                                                |                                                         |                                                                        |           |           |                |
| 25 KN   | 15 stycznia 2020     | rdzeń (92% Cu, 6% Al, 2% Ni) pierścień (miedzionikiel) | 32            | 12,75    | biegnąca kuna, nominał, nazwa państwa, herb, gałązki lauru i dębu                              | logo chorwackiej prezydencji w Radzie UE                | chorwacka prezydencja w Radzie UE                                      | 30 000    | b.d.      | Awers i rewers |
|         |                      |                                                        |               |          |                                                                                                |                                                         |                                                                        |           |           |                |
| 25 KN   | 23 czerwca 2021      | rdzeń (92% Cu, 6% Al, 2% Ni) pierścień (miedzionikiel) | 32            | 12,75    | biegnąca kuna, nominał, nazwa państwa, herb, gałązki lauru i dębu                              | sześcian, płytka elektorniczna                          | 75. rocznica założenia Chorwackiego Stowarzyszenia Kultury Technicznej | 50 000    | b.d.      | Awers i rewers |
|         |                      |                                                        |               |          |                                                                                                |                                                         |                                                                        |           |           |                |
| 25 KN   | 19 listopada 2021    | rdzeń (92% Cu, 6% Al, 2% Ni) pierścień (miedzionikiel) | 32            | 12,75    | kuna, nominał, nazwa państwa, herb, gałązki lauru i dębu                                       | stylizowany na dziecięce pismo napis                    | Światowy Dzień Dziecka                                                 | 50 000    | b.d.      | Awers i rewers |
|         |                      |                                                        |               |          |                                                                                                |                                                         |                                                                        |           |           |                |
| 25 KN   | 26 lipca 2022        | rdzeń (92% Cu, 6% Al, 2% Ni)pierścień (miedzionikiel)  | 32            | 12,75    | biegnąca kuna, nominał, nazwa państwa, herb, gałązki lauru i dębu                              | Pelješki most, data                                     | Pelješki most                                                          | 30 000    | b.d.      | Awers i rewers |